# Adnan Hodžić
Pour les articles homonymes, voir Hodžić.
Adnan Hodžić, né le 27 avril 1971, à Tuzla, en république fédérative socialiste de Yougoslavie, est un ancien joueur de basket-ball bosnien. Il évolue durant sa carrière au poste de meneur.

## Palmarès
- Coupe de Bosnie-Herzégovine 1997, 2001